# Epitola sublustris
Epitola sublustris är en fjärilsart som beskrevs av Bethune-Baker 1904. Epitola sublustris ingår i släktet Epitola och familjen juvelvingar. Inga underarter finns listade i Catalogue of Life.